# Effetto Mozart
L'effetto Mozart è l'ipotetica stimolazione delle capacità cognitive che, secondo una credenza diffusa dai media statunitensi, sarebbe prodotta dall'ascolto della musica del compositore austriaco. La convinzione nasce da un autentico studio di Rauscher e Shaw (1993), che era giunto però a conclusioni molto più limitate, osservando gli effetti sul ragionamento spaziale della musica in genere, e rilevando solo un beneficio molto temporaneo. L'aver impiegato proprio un brano di Mozart, unito alla mitologia che da sempre circonda il compositore, offrì l'occasione per creare e pubblicizzare la leggenda secondo cui la sua musica incentiverebbe lo sviluppo intellettivo, in particolare nei bambini.

## Lo studio
Nello studio originario del 1993, Frances Rauscher, Gordon Shaw e Catherine Ky studiarono l'effetto dell'ascolto di una sonata di Mozart sul ragionamento spaziale. I ricercatori fornirono a 36 studenti un test di ragionamento spaziale astratto, dopo aver sperimentato una di tre condizioni di ascolto: la Sonata per due pianoforti K 448 di Mozart, istruzioni di rilassamento verbale e silenzio. Fu riscontrato un miglioramento temporaneo del ragionamento spaziale, misurato dai compiti secondari del ragionamento spaziale del test QI di Stanford-Binet. Rauscher et al. evidenziano che l'effetto di miglioramento della condizione musicale è solo temporaneo: nessuno studente ha avuto effetti che si estendono oltre il periodo di 15 minuti. Lo studio non fa alcuna dichiarazione di aumento del QI in generale (perché il QI non è mai stato misurato). I risultati furono pubblicati su Nature.

## Divulgazione
Rauscher et al. osservarono solo un aumento dell'intelligenza spaziale all'ascolto di musica e usarono un unico brano di un unico autore. I media semplificarono indebitamente i risultati in diversi sensi: da un lato interpretandoli come aumento del QI generale, dall'altro attribuendoli all'ascolto di Mozart, e solo di Mozart. Un articolo del Boston Globe del 14 ottobre 1993, pur riportando correttamente i risultati dello studio, coniò il fortunato slogan Mozart effect.
Un libro del 1997 di Don Campbell, intitolato L'effetto Mozart: sfruttare il potere della musica per curare il corpo, rafforzare la mente e sbloccare lo spirito creativo, discuteva la teoria secondo cui l'ascolto di Mozart (in particolare i concerti per pianoforte) può aumentare temporaneamente il proprio QI e produce molti altri effetti benefici sulla funzione mentale. Campbell raccomandava di suonare musica classica appositamente selezionata per i bambini, nella speranza che potesse favorire il loro sviluppo mentale.
In seguito, Campbell scrisse un secondo libro, L'effetto Mozart per i bambini, e creò prodotti correlati. Tra essi, raccolte di musica che affermavano di sfruttare l'effetto Mozart per migliorare "riposo profondo e ringiovanimento", "intelligenza e apprendimento" e "creatività e immaginazione". Campbell definì l'effetto Mozart come 
Queste teorie sono controverse. La relazione tra suono e musica (sia suonata che ascoltata) per la funzione cognitiva e varie misure fisiologiche è stata esplorata in diversi studi senza risultati definitivi.

## Studi successivi
Mentre sono stati pubblicati alcuni studi che supportano i risultati di Rauscher e collaboratori, studi con risultati positivi hanno avuto la tendenza ad essere associati a qualsiasi forma di musica che abbia qualità emotive energetiche e positive. Inoltre, i benefici intellettuali del miglioramento dell'umore e dell'arousal non si limitano al ragionamento spazio-temporale, ma si estendono alla velocità di elaborazione e alla risoluzione creativa dei problemi. Tra i bambini, alcuni studi suggeriscono che non ci sia alcun effetto sul QI o sull'abilità spaziale, mentre altri suggeriscono che l'effetto può essere suscitato con musica popolare. Le prove successive supportano un effetto nullo o effetti a breve termine relativi all'aumento del tono dell'umore e dell'arousal, con risultati contrastanti pubblicati dopo il rapporto iniziale su Nature.
Nel 1999 fu sollevata una grande sfida all'esistenza dell'effetto Mozart da due team di ricercatori. In un paio di articoli pubblicati insieme con il titolo "preludio o requiem per l'effetto Mozart?" Chabris ha riportato una meta-analisi che dimostra che "qualsiasi miglioramento cognitivo è minimo e non riflette alcun cambiamento nel QI o nella capacità di ragionamento in generale, ma invece deriva interamente dalla prestazione su un tipo specifico di compito cognitivo e ha una semplice spiegazione neuropsicologica", chiamata "arousal di godimento". Ad esempio, Chabris cita uno studio che ha scoperto che "ascoltare Mozart o un brano di una storia di Stephen King ha migliorato le prestazioni dei soggetti nel piegare e tagliare la carta (uno dei test frequentemente impiegati da Rauscher e Shaw) ma solo per coloro a cui è piaciuto quello che hanno sentito". Steele et. al. hanno scoperto che "l'ascolto di Mozart ha prodotto un aumento di 3 punti rispetto al silenzio in un esperimento e una diminuzione di 4 punti in un altro esperimento". In un altro studio, l'effetto è stato replicato con la musica originale di Mozart, ma è stato reso nullo quando il tempo è stato rallentato e gli accordi maggiori sono stati sostituiti da accordi minori.
Un'altra metanalisi di Pietschnig, Voracek e Formann (2010) ha combinato i risultati di 39 studi per rispondere alla domanda sull'esistenza o meno dell'effetto Mozart. I ricercatori hanno concluso che ci sono poche prove a supporto dell'effetto Mozart, come dimostrato da effetti di piccole dimensioni. Tuttavia, la scoperta più sorprendente in questa meta-analisi sono gli effetti significativamente più grandi pubblicati negli studi affiliati a Rauscher o Rideout, con dimensioni degli effetti più di tre volte superiori per gli studi pubblicati affiliati a coloro che hanno proposto l'effetto Mozart. Questi sistematici effetti moderatori dovuti all'affiliazione al laboratorio mettono in discussione l'esistenza di un effetto Mozart. Inoltre, questo studio ha anche trovato forti prove a sostegno di un bias di pubblicazione quando le dimensioni dell'effetto dei campioni che hanno ascoltato Mozart sono state confrontate con campioni non esposti allo stimolo.
Nonostante l'implementazione dei suggerimenti di Rauscher, Shaw e Ky (1995) su tre componenti chiave che devono essere presenti per replicare l'effetto Mozart, McCutcheon (2000) non è riuscito a riprodurre l'effetto in uno studio con 36 adulti. Queste condizioni erano: assicurare un compito che attingesse alle componenti spaziali delle immagini mentali; un progetto di ricerca che non include un pretest per evitare effetti-tetto; una composizione musicale complessa piuttosto che ripetitiva e semplice. Indipendentemente dall'ascolto di musica classica, jazz o silenzio, lo studio non ha prodotto effetti significativi sulla performance del ragionamento spaziale.
L'effetto Mozart è probabilmente solo un artefatto dovuto a un aumento dell'arousal e del tono dell'umore.. L'arousal è probabilmente la variabile confondente che media la relazione tra abilità spaziale e musica che definisce l'effetto Mozart. Anche la teoria della "risonanza neurale" di Rauscher e colleghi, secondo cui la musica di Mozart prepara i percorsi neurali del ragionamento spaziale è stata ampiamente criticata.
Anche gli enti governativi sono stati coinvolti nell'analisi delle pubblicazioni sull'effetto Mozart (circa 300 articoli a partire dal 2005). Un rapporto tedesco ha concluso, ad esempio, che "... ascoltare passivamente Mozart - o qualsiasi altra musica che ti piace - non ti rende più intelligente. Ma dovrebbero essere fatti ulteriori studi per scoprire se le lezioni di musica potrebbero aumentare il QI di tuo figlio a lungo termine ".
Presentazioni popolari dell '"effetto Mozart" hanno quasi sempre legato l'effetto all' "intelligenza". Rauscher, uno dei ricercatori originali, ha negato questa idea. In una risposta del 1999 a un articolo che sfidava l'effetto, pubblicata insieme all'articolo, scrisse:
Molti studiosi della comunità psicologica considerano l'affermazione secondo cui suonare musica classica per i bambini può aumentare la loro intelligenza come un "mito". Lo psicologo della Emory University, Scott Lilienfeld, classifica l'effetto Mozart come numero sei nel suo libro "50 grandi miti della psicologia popolare".